# Kayogoro (kommun)
Kayogoro är en kommun i Burundi. Den ligger i provinsen Makamba, i den södra delen av landet, 110 kilometer sydost om Burundis största stad Bujumbura.